# Ломонос цельнолистный
Ломонос цельнолистный, или клематис цельнолистный (лат. Clematis integrifolia) — вид цветковых растений рода Ломонос (Clematis) семейства Лютиковые (Ranunculaceae). Культивируется как декоративное растение.

## Этимология
Русское название рода «ломонос» произошло от способности волосков плодов-семянок ломоноса восточного (Clematis orientalis) попадать в нос человека и вызывать неприятные ощущения. По другим источникам название рода связвно с неприятным запахом некоторых видов. 
Латинское научное название рода Clématis происходит от др.-греч. κληματίς, clēmatís — «вьющееся растение», что в свою очередь образовано от  др.-греч. κλήμα, klḗma — «веточка, росток, усик». В садоводстве (и в русском языке) закрепилась неверная форма ударения в научном названии рода — клема́тис.

## Ботаническое описание

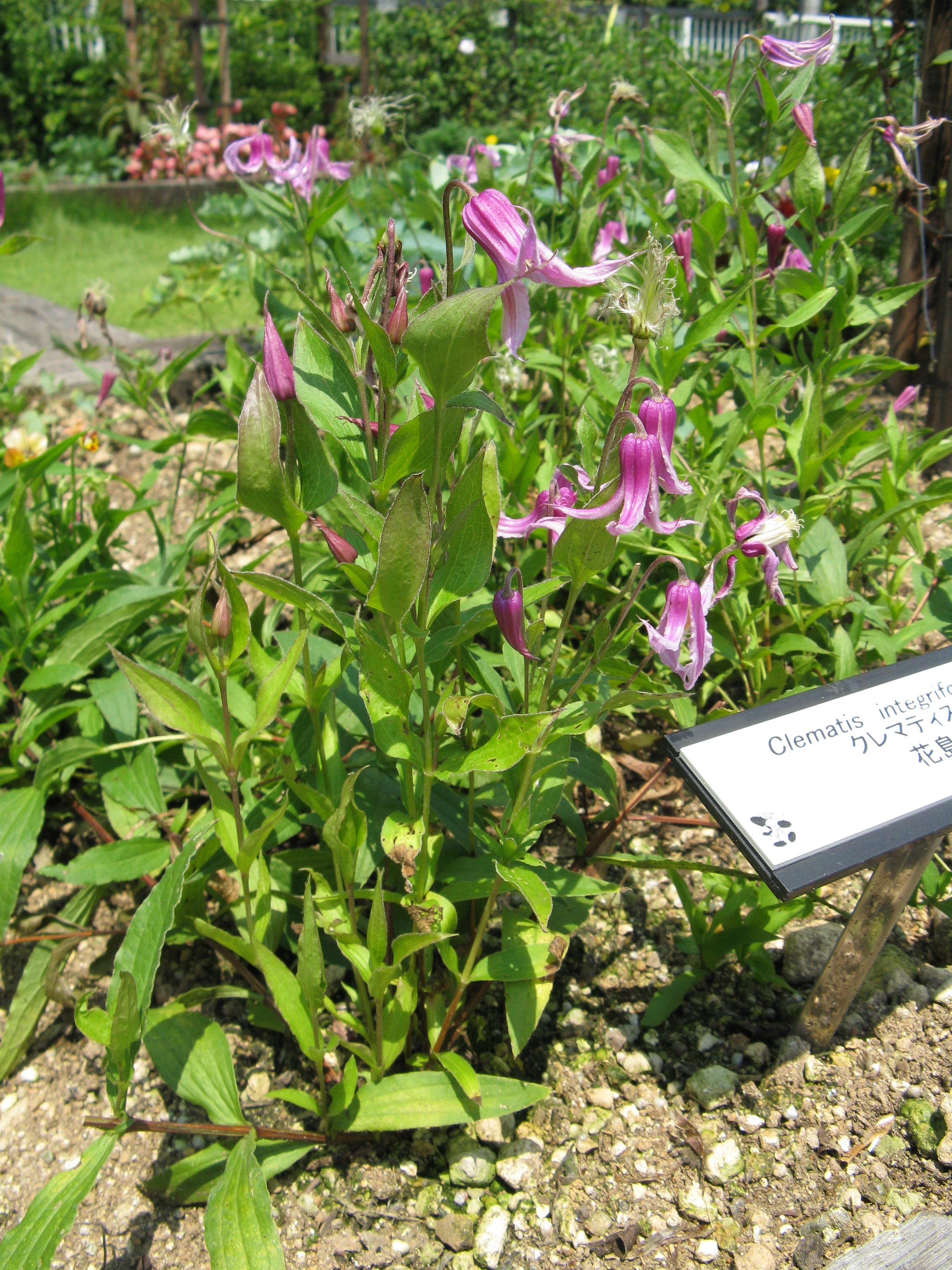
Сорт 'Hanashima'. Общий вид цветущего растения

Полукустарник с прямостоящими, простыми или слабо ветвистыми, красновато-коричневыми стеблями высотой до 30—60 см (в культуре до 1 м), слабо бело опушёнными.
Листья от продолговато-яйцевидных до узколанцетных, длиной 5—7 см (у культурных экземпляров до 12 см), заострённые, кожистые, цельнокрайные, сверху голые, снизу слабо опушённые, с обеих сторон зелёные, сидячие.
Цветки диаметром 5—8 см, одиночные, поникшие, на верхушке стебля или ветвей, фиолетовые или чёрно-пурпурные; чашелистики в числе 4, ланцетные или узколанцетные, острые, на наружной стороне по краям густо опушённые.
Семянки на короткой ножке, кожистые, обратнояйцевидные, длиной 5 мм, шириной 4 мм, сплюснутые с боков, с утолщённым ободком и перисто-опушенным носиком длиной до 5 см, коричнево-жёлтые или бурые. В 1 кг 125 тысяч семян.
Цветение в июне — июле. Плодоношение в августе — сентябре.

## Распространение и экология
В природе ареал вида охватывает Центральную и Восточную Европу, Кавказ, Малую и Среднюю Азию, Китай. На территории России встречается в европейской части, на Северном Кавказе и в Алтайском крае.
Произрастает в степях, в кустарниках, по лесным опушкам и берегам рек.

## Значение и применение
В культуре с 1573 года. В России в культуре в Санкт-Петербурге, в Пензенской и Орловской областях.
Имеет значительную декоративную ценность благодаря тёмной окраске листьев и крупным цветкам. Используют для посадки отдельными экземплярами и группами на газонах, по берегам водоёмов и на лужайках.
Посещается пчёлами.

## Классификация

### Таксономия
Вид Ломонос цельнолистный входит в род Ломонос (Clematis) трибы Anemoneae подсемейства Лютиковые (Ranunculoideae) семейства Лютиковые (Ranunculaceae) порядка Лютикоцветные (Ranunculales).
|  |                       |  |                                          |                                          |                        |  | ещё 4 подсемейства (согласно Системе APG II) | ещё 4 подсемейства (согласно Системе APG II) |                                      |  |  |  | ещё 6 родов       | ещё 6 родов               |  |  |
|  |                       |  |                                          |                                          |                        |  | ещё 4 подсемейства (согласно Системе APG II) | ещё 4 подсемейства (согласно Системе APG II) |                                      |  |  |  | ещё 6 родов       | ещё 6 родов               |  |  |
|  |                       |  |                                          | семейство Лютиковые                      |                        |  |                                              |                                              | триба Anemoneae                      |  |  |  |                   | вид Ломонос цельнолистный |  |  |
|  |                       |  |                                          | семейство Лютиковые                      |                        |  |                                              |                                              | триба Anemoneae                      |  |  |  |                   | вид Ломонос цельнолистный |  |  |
|  | порядок Лютикоцветные |  |                                          |                                          | подсемейство Лютиковые |  |                                              |                                              | род Ломонос                          |  |  |  |                   |                           |  |  |
|  | порядок Лютикоцветные |  |                                          |                                          |                        |  |                                              |                                              |                                      |  |  |  |                   |                           |  |  |
|  |                       |  | ещё 9 семейств (согласно Системе APG II) | ещё 9 семейств (согласно Системе APG II) |                        |  |                                              | ещё 8 триб (согласно Системе APG II)         | ещё 8 триб (согласно Системе APG II) |  |  |  | ещё 230—250 видов |                           |  |  |
|  |                       |  |                                          | ещё 9 семейств (согласно Системе APG II) |                        |  |                                              |                                              | ещё 8 триб (согласно Системе APG II) |  |  |  |                   |                           |  |  |